# Adrénaline (série télévisée)
Pour les articles homonymes, voir Adrénaline (homonymie).
Adrénaline (Medivac ou Adrenalin Junkies) est une série télévisée australienne en 48 épisodes de 50 minutes, créée par Tony Cavanaugh et Simone North et diffusée entre le 10 septembre 1996 et le 2 décembre 1998 sur Network Ten.
En France, la série a été diffusée sur RTL9 et en Belgique sur AB3. Elle reste inédite dans les autres pays francophones.

## Synopsis
Cette série met en scène une équipe médicale des urgences de l'hôpital Bethlehem de Brisbane. Cette unité, unique en Australie, est spécialisée dans l'évacuation en hélicoptère de victimes dans des zones dont l'accès est difficile.

## Distribution
- Geneviève Picot (es) : Dr Julia McAlpine
- Caroline Kennison (de) : Gosia Maléski
- Grant Bowler (VF : Thierry Buisson) : Dr Arch Craven
- Lisa Forrest (en) : Dr Marina Zamoyski
- Nicholas Eadie (en) : Dr Red Buchanan
- Graeme Blundell (en) : Dr Harry Edwards
- Rena Owen : Macy Fields
- Eugene Gilfedder : Dr Wayne Doubé
- Danielle Carter : Bree Dalrymple
- Mark Constable : Dr « Oopy » Hiltonwood
- Stephen Lovatt (en) : Dr Tom Shawcross
- Dieter Brummer (en) : Dr Sean Michaels
- Simone Kessell (VF : Sylvie Ferrari) : Dr Stella O'Shaughnessy
- Melissa Tkautz (en) : Evie Morrison

 Source et légende : version française (VF) sur RS Doublage

## Épisodes

### Première saison (1996)
1. Un jour comme les autres (Pilot)
2. Le Train de la mort (Ghost Train)
3. Enceinte à 58 ans (Morales)
4. Panique aux urgences (The Man That Got Away)
5. Euthanasie (Reasons)
6. Panique (Those We Love)
7. Au cœur de l’épidémie (Revelations)
8. Cas de conscience (Fall From Grace)
9. Harry dans tous ses états (Truth and Denial)
10. Montée d’adrénaline (Big Shot)
11. Suicide (Riding High)
12. Mise en examen (Taking SIdes/Blackmail)
13. Ruptures (Deceit)
14. Accouchement (Delivery)
15. Âme charitable (Senseless Death)

### Deuxième saison (1997)
1. Foie de babouin (Animal Farm)
2. Retour en psychiatrie (Fatal Comeback)
3. L’Ex-mari (Masks)
4. Chirurgie esthétique (Debatable)
5. Le Vétéran (On Enemy Grounds)
6. Les Extraterrestres (Little Green Men)
7. La Maladie du singe (Back From The Brink)
8. Immeuble en feu (Slum Lord)
9. Le Miracle (Start of Something Bad)
10. Le Procès (Busload of Trouble)
11. Trahison (Oopie’s Oops)
12. Roméo et Juliette (Romeo & Juliet)
13. Dans le néant (Into the Abyss)
14. L’Exorcisme (Gates to the Kingdom)
15. La Promesse (The Promise)
16. Le Sommeil du juste (The Sleep of Reason)
17. Au nom de tous les saints (All The Saints and Angels)
18. Intoxication alimentaire (Second Chance)
19. Le silence est d’or (Silence)
20. Le Dernier Sacrement (Last Sacrament)

### Troisième saison (1998)
1. Obligation de soins (Duty of Care)
2. Complicité de cœur (Sharing the Blame)
3. Protection rapprochée (Protection)
4. Amour et pitié (Pity)
5. Cas de conscience (Calling the Shots)
6. Le Renoncement (Denial)
7. Le Géant aux pieds d’argile (Feet of Clay)
8. Code pourpre (Code Purple)
9. Nécessité fait loi (Wants and Needs)
10. Boy-scout (Boy Scout)
11. Espoir et dérisions (True Colours)
12. Il suffit d’aimer (When People Love You)
13. Le Don de Dieu (God’s Greatest Gift)